# Gare de Shin-Unuma
La gare de Shin-Unuma (新鵜沼駅, Shin-Unuma-eki) est une gare ferroviaire de la ville de Kakamigahara, dans la préfecture de Gifu au Japon. Elle est exploitée par la compagnie Meitetsu.

## Situation ferroviaire
Shin-Unuma marque la fin des lignes Inuyama et Kakamigahara.

## Historique
La gare est inaugurée le 1er octobre 1926.

## Service des voyageurs

### Accueil
La gare dispose d'un bâtiment voyageurs, avec guichets, ouvert tous les jours.

### Desserte
- Ligne Kakamigahara :
  - voie 1 : direction Meitetsu Gifu
- Ligne Inuyama :
  - voies 2 à 5 : direction Inuyama, Meitetsu Nagoya et Aéroport international du Chūbu

### Intermodalité
Une passerelle permet la correspondance avec la gare d'Unuma de la compagnie JR Central.